# 胡石清
石清（1900年—1981年10月19日）冠夫姓為胡石清，字潤溪，河南羅山縣人，先後在蘭州、臺北市、新北市新店區創建育幼院。

## 生平紀事

### 建立西北慈幼院
石清為河南人，畢業於燕京大學。她與母親都是獨身女，因此繼承了清末時當官吏的外祖父的龐大遺產。
抗戰初期，石清在開封擔任省會第三小學校長，開封被日軍攻陷前夕，率領一百廿多位女青年，在河南展開戰地服務工作。長沙會戰，婦女犧牲很多，當局認命戰地工作的婦女調往後方。石清就沿隴海鐵路前往甘肅蘭州，沿途看到兒童流離失所，就在蘭州時收容了一千二百多個小孩，1939年建立西北慈幼院。
政府號召青年從軍時，由慈幼院培植出來的青年，有三百多人參加中國青年軍。如潘明五就是石清在河南收容幾百位戰區難童之一，日後成為裝甲兵軍官，為韓國駐華大使崔用德的女婿。

### 設立義光育幼院
石清到臺後任光復大陸設計研究委員會委員。
1957年9月6日，胡維藩夫妻，因見報載孤兒孤苦無依，向台北市政府申請立案建立義光育嬰所，並於台北市安東街409巷租用房舍。該年秋，石清邀請孫維德、張徽儀、董尚勇、丑志琦等九位為發起人，向政府申請籌辦育幼院，於次年春於台北市成立。原先不知名字的院童，男生的中間名會取作「義」、女生中間名取作「光」。初定收養嬰兒卅名，可是石清越收越多。1958年，因收容人數激增，夫妻便用台北市溫州街114巷自宅。
1959年，台北市政府鑑於義光育幼院辦理有成，遂借古亭區水源路12號（後改編水源路100號）公產為院址，院名也由「義光育嬰所」改為「義光育幼所」。1963年5月4日，新院舍落成，住進三百二十一位院童。
為了籌錢，在美國官員W. C. Haraldson妻子等人協助下，由《英文中國郵報》將育幼院裡的每個院童照片登出，呼籲讀者同情領養。1965年1月7日，石清對《聯合報》記者李勇說，院童已三百五十多人，平均每月每人要用新台幣四百到五百元，扣除政府與教會補助，每月她要倒貼四、五萬，她祖傳寶物已賣了兩百多萬，像作御史夫人外祖母的鳳冠霞帔賣了二十幾萬，板橋的樓房向抵押十萬、溫州街的住宅押了八萬，還是欠了台灣銀行近六十萬，目前叫女兒變買唐伯虎畫三隻老虎的古畫，想在美國賣五千元美金。當年聖誕夜時，育幼院已住進四百零八位院童，使得六十五歲的石院長，費盡唇舌向羅斯福路百貨店賒帳買耶誕禮物。
1966年12月報導時，已到四百五十一位。光燒洗澡水，就需三百台斤煤。院所請六十人去管理。每月需十七萬元，但固定收入僅十三萬元。
義光育幼院最多有六百多人。

### 籌立真光教養院

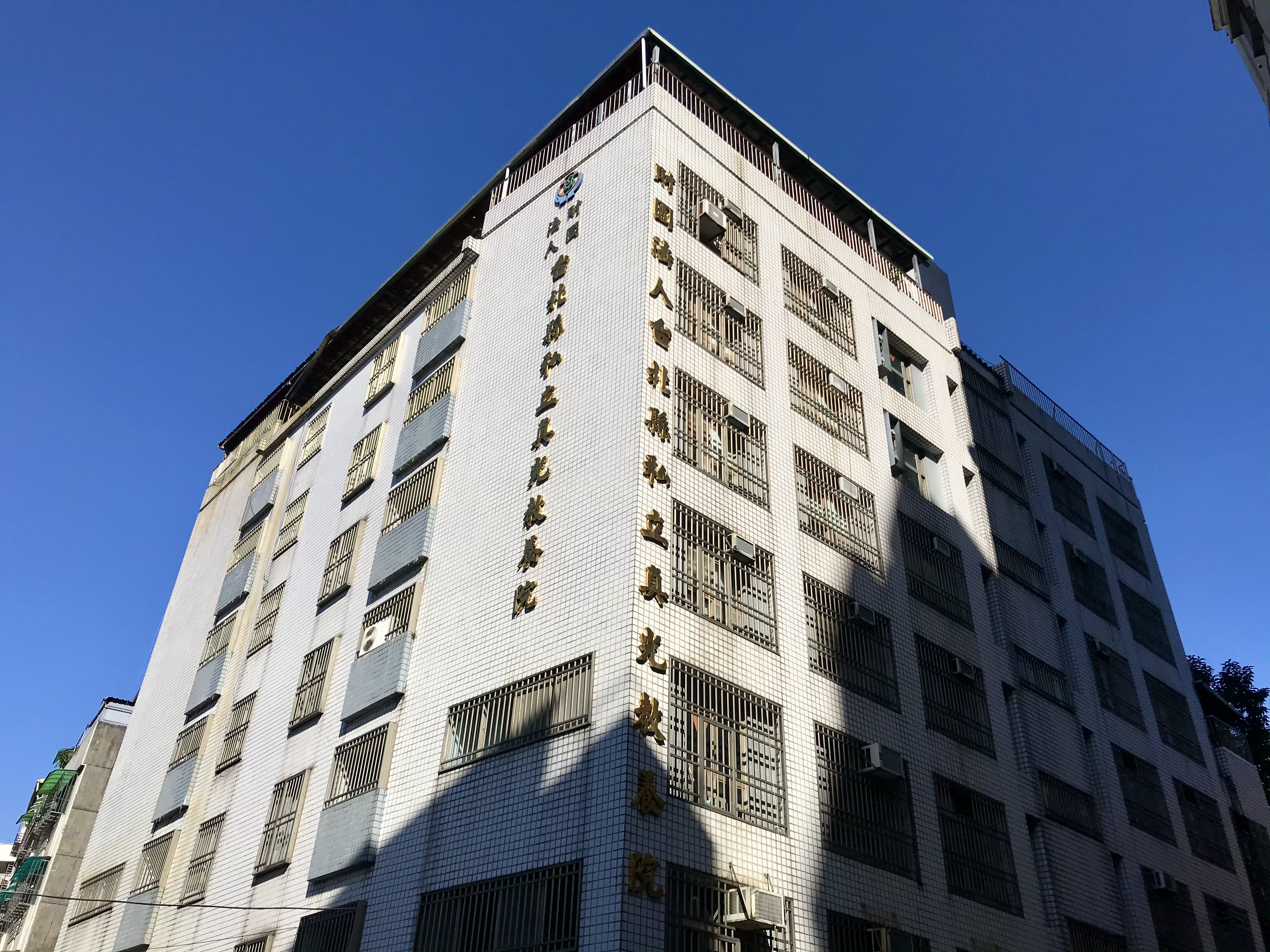
真光教養院

石清鑒於正常兒童與殘障兒童一起生活，互有影響，於是在新店鎮安坑外挖仔路14號之4募資籌立教、養、醫、訓一元化的真光教養院，收容小腦症、蒙古症、白癡症、自虐症、盲啞症、智能不足、小兒麻痺、腦性麻痺、肢體殘缺的兒童。為了1968年動工，先後在北市中山堂、牯嶺街婦女會禮堂作義賣。
1969年2月11日，內政部在台北公會堂表揚四位從事社會慈善事業人士，分別為孫理蓮、高甘霖、呂錦花、石清，由徐慶鐘部長主持典禮。同年8月6日，真光教養院舉行第一次董事會，蔣彥士夫人鄭美瑛、張宗良夫人丑志琦等董事多人出席。
牛秀蘭是石清是結拜姊妹，一次去參觀教養院，看見院童穿著破舊不堪，於是就到處去徵募衣服，自己管接管送。

### 院所水火災、夫與兒先逝

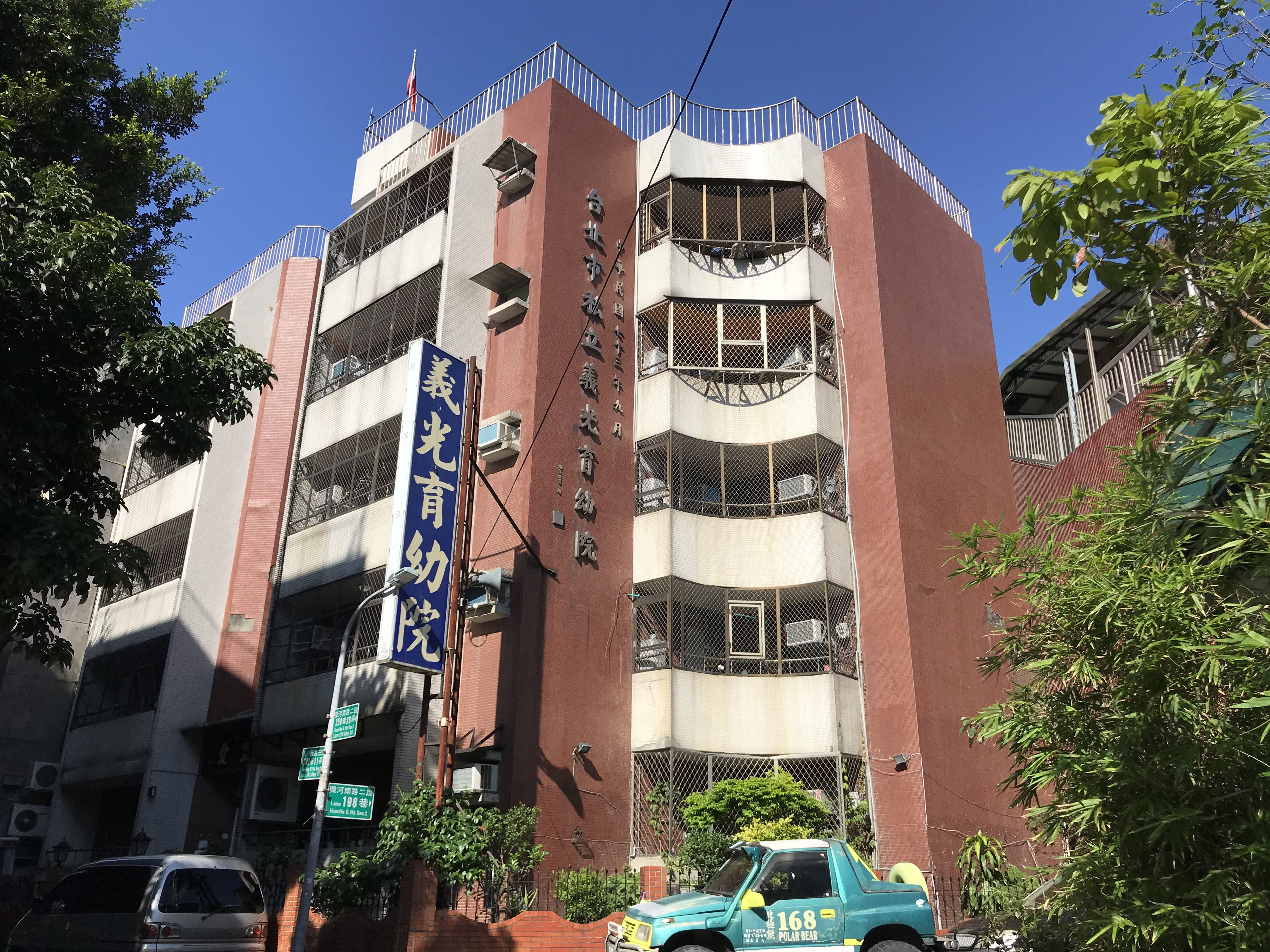
義光育幼院

1970年艾爾西颱風，義光育幼院遭大水淹沒，人事資料喪失難以聯絡離院者，因此石院長去世後還被懷疑人口販賣。
1973年8月26日，石清與台大慈幼會、師大兒童社、政大愛愛社等北臺灣大專院校的慈幼社團負責人會談，希望學生能幫她聚資，以建立專門治療傷殘兒童的醫院，醫院計畫取作「仁行復健醫院」。
1974年11月16日，石清因在殘障重建及福利工作的奉獻，與姚卓英、鄭寶雲、陳淑靜、陳五福、趙銘芹、曾文雄受到內政部長林金生頒發特種獎狀。次月16日下午6點，石清丈夫胡維藩因急性肺炎病逝宏恩醫院。義光育幼院育嬰所長史麗文回憶，公祭當天早上，石院長哀傷逾恆，下午抹乾眼淚收留了兩位台南市的孤兒。當年，真光教養院為籌措財源附設的豆腐工廠逐年虧損，建院舍未還清、流行腸炎中又死了五名院童，因此改由兒媳婦牟靈慧當院長。朱仲祥在真光教養院時，曾爬到院長辦公室以頭敲著紗門，要求上學，但以院方沒錢遭拒絕。
1976年報導，石清已病倒住院多時。1980年，義光育幼院大火。
1981年9月4日，石清兒子胡同生心臟病發去世，他也是胡冠珍的父親。不到兩個月，10月19日凌晨1時，石清因中風和肺功能失調病逝台北市中心診所。義光育幼院由胡冠珍母親胡李世美接掌。
僅一面之緣、剛返國的鳳飛飛來真光教養院上香，說未來會再來。之後鳳飛飛除再來，也會捐錢。
義光育幼院於1984年搬遷至萬華區和平西路382巷11弄。